# Przemysław Frasunkiewicz
Przemysław Frasunkiewicz (* 8. Januar 1979 in Danzig) ist ein polnischer Basketballtrainer und ehemaliger -spieler.

## Werdegang

### Spieler
Frasunkiewicz spielte von 1997 bis 2016 in der ersten polnischen Liga. Mit Asseco Gdynia gewann er 2011 und 2012 die polnische Meisterschaft.
Für die polnische Nationalmannschaft bestritt er 22 Länderspiele. 2007 nahm er an der Europameisterschaft teil und erzielte bei dem Turnier im Schnitt 5,3 Punkte je Begegnung.

### Trainer
2016 trat er das Traineramt bei Asseco Gdynia an. 2018 führte er Polens U20-Nationalmannschaft zum Gewinn der B-Europameisterschaft. 2019 wurde er mit Gdynia in der polnischen Meisterschaft Dritter. Anfang Januar 2021 verließ er den Verein und wurde Trainer von Anwil Włocławek.
Er führte Włocławek 2022 zum Gewinn der European North Basketball League (ENBL) und 2023 des FIBA Europe Cups. Das beste Ergebnis in der polnischen Liga in Frasunkiewicz’ Włocławeker Amtszeit war ein dritter Platz. Nach dem Ende der Saison 2023/24 verlängerte Anwil Włocławek Frasunkiewicz’ Vertrag nicht. Von 161 Spielen, in denen er Włocławeks Mannschaft betreute, wurden 100 gewonnen.
Im Juni 2024 gab der deutsche Bundesligist Rostock Seawolves die Verpflichtung des Polen bekannt.